# Blue-Island-Raffinerie
Die Blue-Island-Raffinerie war eine US-amerikanische Raffinerie in Blue Island im Bundesstaat Illinois. Nach mehreren Umweltskandalen und einer zu hohen Investitionssumme zur Modernisierung der Prozessanlagen wurde sie 2001 stillgelegt.

## Geschichte
Gegründet wurde die Raffinerie in den 1920er Jahren als Great Lakes Refinery.
1945 wurde das Werk von der Clark Oil aufgekauft und der Name der Raffinerie wurde in Blue Island Refinery geändert. Mit der Übernahme durch die Clark Oil wurde auch ein Um- und Ausbau der Raffinerie angestoßen, sodass ein erster Cracker 1954 in Betrieb genommen wurde. Ein weiterer Cracker war Teil einer Kapazitätserhöhung, welche 1956 den Durchsatz von 20.000 bbl auf 30.000 bbl pro Tag erhöhte. 
1981 gelangte die Raffinerie durch den Kauf der Clark Oil durch die Apex zu einer neuen Muttergesellschaft, der Name Clark Oil wurde jedoch beibehalten. Im Dezember 1987 musste Apex mit ihrer Tochter Clark Oil Insolvenz anmelden, es folgte eine Zeit mehrerer Eigentümerwechsel. 1992 wurde die kanadische Horsham Corporation Besitzer, welche das Geschäft zusammen mit der Hartford-Raffinerie unter Clark Refining and Marketing weiterführte. 1999 änderte sich der Name in Premcor. Am 23. Dezember 1986 gab es in der Raffinerie eine größere Explosion mit einem Feuer im Anlagenbereich. Durch einen weiteren Unfall starben im März 1995 zwei Arbeiter der Raffinerie.
Am 24. Dezember 1999 brach ein größeres Feuer in der Raffinerie aus, dieses konnte aber nach einiger Zeit gelöscht werden. Am 29. Januar 2000 ereignete sich erneut eine Explosion mit anschließendem Feuer in der Raffinerie.
Im Sommer 2000 verursachte ein defektes Ventil jeweils am 12. und 16. Juni eine Freisetzung vom insgesamt 23 Tonnen Katalysatorstaub aus der Raffinerie. Die Freisetzung führte später zu großen Straf- und Entschädigungszahlungen.

### Stilllegung
Bei der Bekanntgabe der Stilllegung Anfang Januar 2001 durch das Management vom Premcor wurden die hohen Investitionskosten von 40 Millionen US-Dollar für den Bau einer modernen Entschwefelungsanlage angeführt. Diese wäre nötig geworden, um die Kraftstoffe nach neuen schwefelarmen Standards zu produzieren.
Trotz der hohen Investitionskosten gab es mehrere Interessenten, die eine Übernahme der Raffinerie erwogen, jedoch wurde von diesen schlussendlich kein Kaufangebot unterbreitet. Auch die vermehrten sicherheitsrelevanten Vorfälle in der Raffinerie trugen zum Stilllegungsentschluss bei. Im Jahr 2003 wurde der ehemalige Umweltverantwortliche der Raffinerie zu 21 Monaten Haft verurteilt. Ende 2004 erfolgte der Abriss der Prozessanlagen.
Das verbliebene Tanklager der Raffinerie wird bis heute als Terminal für die Heiz- und Kraftstoffversorgung von Sunoco und NuStar Energy betrieben.

## Technische Daten
Die Raffinerie war auf die Herstellung von Ottokraftstoffen aus kanadischen und US-amerikanischen Rohölen spezialisiert, diese machten ungefähr 60 % der Produkte aus. Diesel und Heizöle sowie sonstige Produkte lagen unter 40 % der Produktmenge.
Über das Chicap-Pipeline-System wurde die Raffinerie von einem Abzweig bei Mokena über eine 14 Zoll-Pipeline mit Rohöl versorgt. Über die Lakehead Pipeline konnte kanadisches Rohöl bezogen werden.
Die Raffinerie hatte wie das noch heute bestehende Terminal einen Hafenanschluss an den schiffbaren Little Calumet River. An der an dem Raffineriegelände vorbeiführenden Bahnstrecke bestand ein Gleisanschluss.